# Biclavigera
Biclavigera là một chi bướm đêm thuộc họ Geometridae.

## Các loài
- Biclavigera praecanaria (Herrich-Schäffer, [1855])
- Biclavigera rufivena (Warren, 1911)